# Opel GTC (concept)
De Opel Gran Turismo Coupé is een conceptauto van het Duitse automerk Opel en werd voorgesteld tijdens de 77e editie van het Autosalon van Genève in 2007. De Opel GTC concept werd in eerste instantie beschouwd als de opvolger van de Vectra.

## Opel Insignia

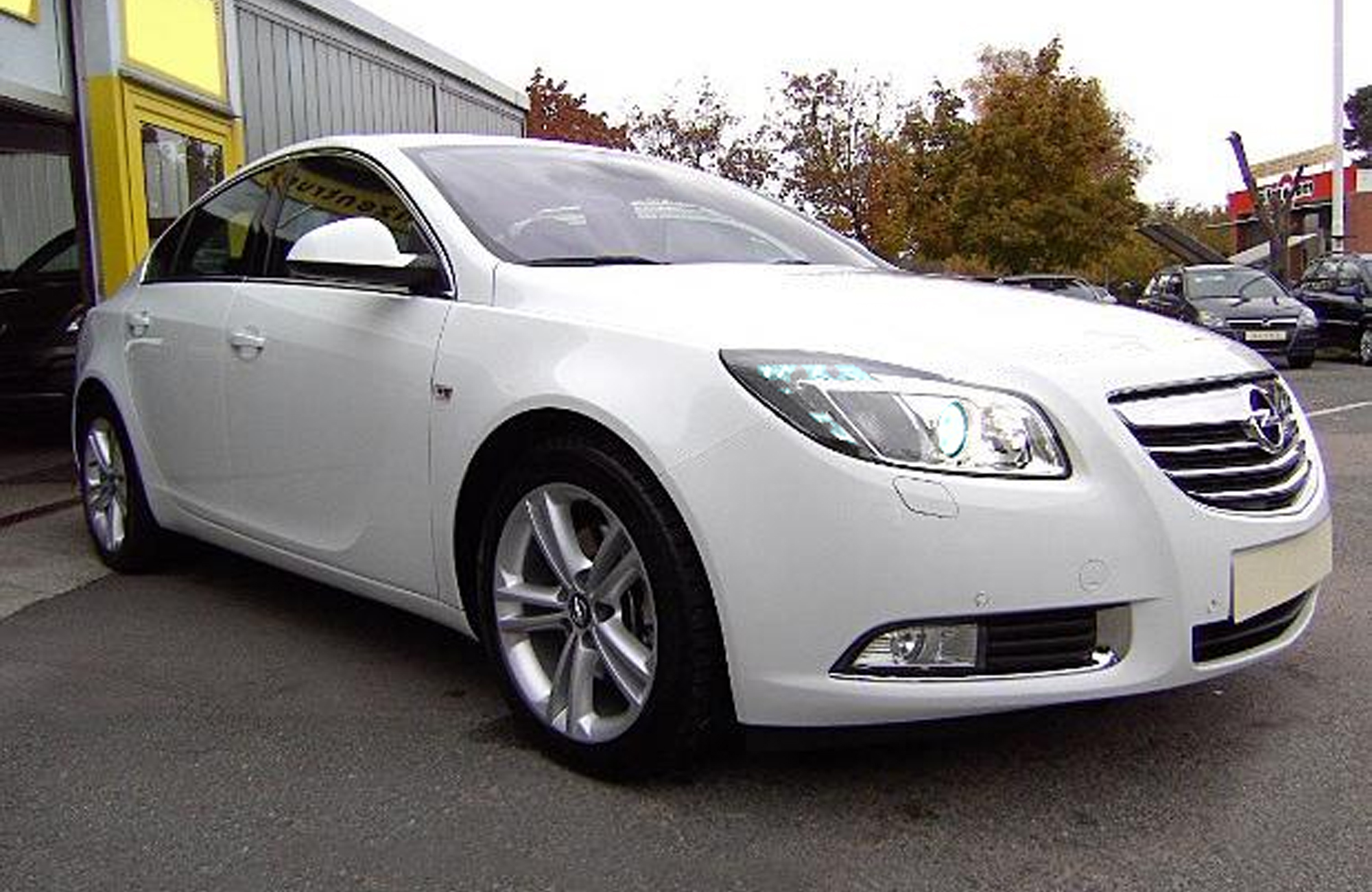
De Opel Insignia, de uiteindelijke versie van de Opel GTC.

Uiteindelijk werd dit de Insignia die vele accenten van deze Opel GTC vertoonde. Een coupé-versie werd van de Insignia echter nooit gemaakt. 